# Kościół Narodzenia Najświętszej Maryi Panny w Szymonkowie
Kościół Narodzenia Najświętszej Maryi Panny – rzymskokatolicki kościół parafialny, znajdujący się w miejscowości Szymonków (gmina Wołczyn), należący do parafii Narodzenia Najświętszej Maryi Panny w dekanacie Namysłów wschód, archidiecezji wrocławskiej.

## Historia kościoła

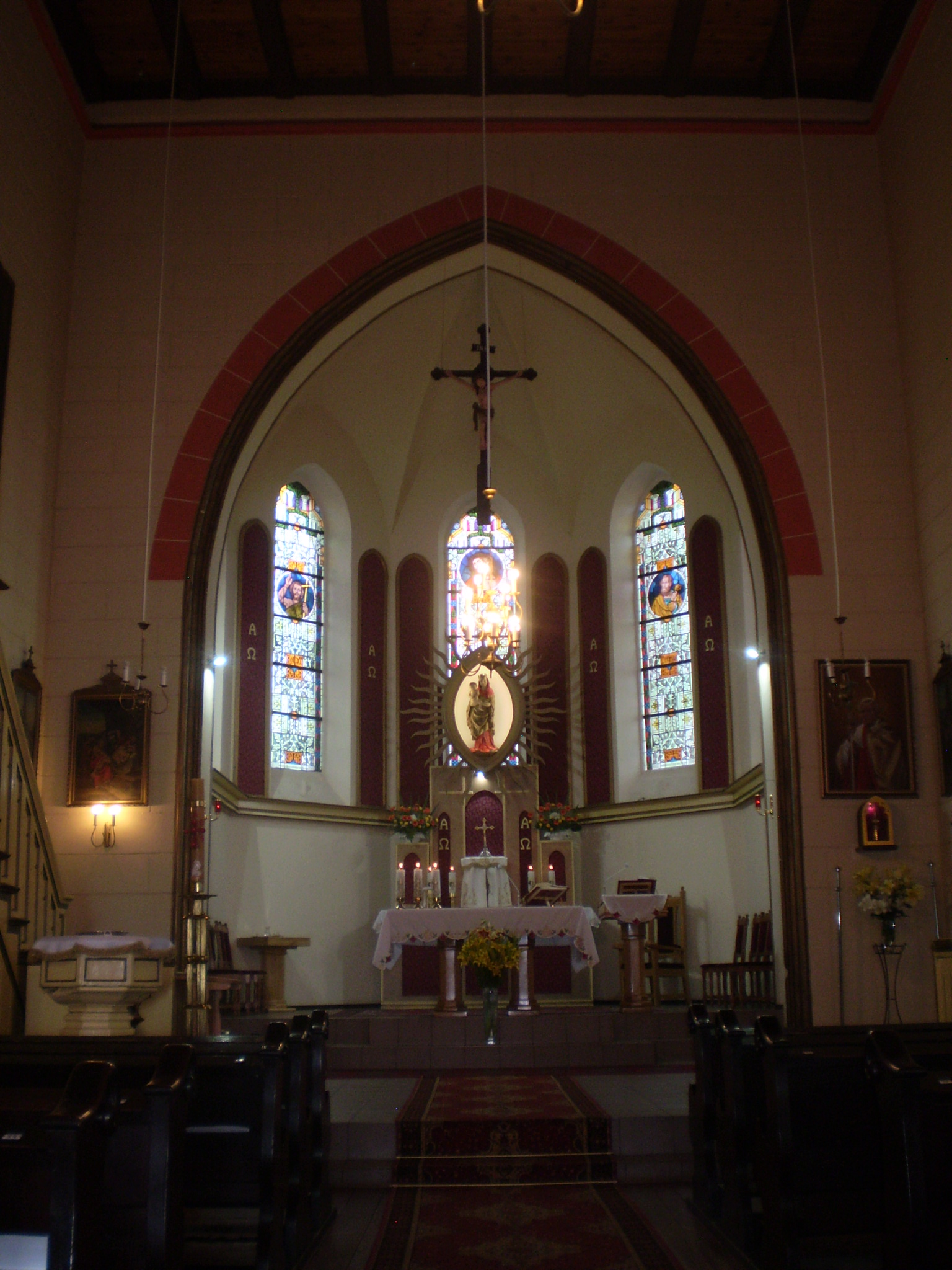
Wnętrze kościoła

Kościół w Szymonkowie wzmiankowany był już w 1257 roku. Była to świątynia drewniana. Kolejna wzmianka pochodzi z 1814 roku. Obecny, murowany kościół zbudowany został w stylu neogotyckim, w miejsce poprzedniego z XIX wieku. Wnętrze kościoła zdobią dwie gotyckie rzeźby, pochodzące z początku XVI wieku:
- Matki Boskiej Bolesnej,
- św. Jana Ewangelisty[2].

Ponadto rzeźba Chrystusa Zmartwychwstałego z XVIII wieku oraz cynowa misa chrzcielna z 1812 roku.
Na dzwonnicy znajdującej się obok kościoła wiszą trzy dzwony, które poświęcono 5 grudnia 2010 roku. Ich fundatorami jest Pani Michel Rut oraz byli i obecni mieszkańcy wsi. Noszą imiona: św. Józef (mały), św. Stanisław Kostka (średni) oraz Matka Boska Częstochowska (duży). Wykonano je w Ludwisarni Felczyńskich w Taciszowie. Ważą ok. 220, 350 i 500 kg.